# Хуссонг, Штефан
Штефан Хуссонг (нем. Stefan Hussong, род. 2 ноября 1962, Кёллербах) — немецкий аккордеонист.

## Биография
Учился в высшей школе музыки Троссингена, затем в Торонто и Токио.

## Исполнительское искусство
Хуссонг — первый исполнитель более 80 произведений, которые ему посвящены. Репертуар исполняемых им произведений и транскрипций огромен: это Антонио Солер, Бах, Гендель, Гайдн, Моцарт, Фрескобальди, Рамо, Доменико Скарлатти, Сати, Барток, Стравинский, Хиндемит, Шостакович, Кейдж, Штокхаузен, Берио, Тору Такэмицу, Хенце, Губайдулина, Нёргор, Пьяццола, Маурисио Кагель, Пак-Паан Ёнхи, Раскатов, Фирсова, Жерар Гризе, Магнус Линдберг, Тосио Хосокава, Адриана Хёльцки, Кэйко Харада и др.

## Педагогическая деятельность
Преподает в Высшей школе музыки Вюрцбурга.

## Признание
Премия Гаудеамус (1987), премия ЭХО-Классик лучшему инструменталисту года (1999).